# Noroeste (região de Belo Horizonte)
Noroeste é uma região administrativa no município brasileiro de Belo Horizonte, no estado de Minas Gerais, é administrada pela Administração Regional de Noroeste. Sua população está em torno de 340 mil habitantes.
A região de Noroeste é a mais antiga da capital. Nela localizam-se bairros tradicionais surgidos com a expansão para além dos limites da avenida do Contorno. Sua ocupação iniciou-se com a fundação da capital quando, paralela ao planejamento do centro da cidade, foi a região de operários e da boémia. A primeira ocupação deu-se em 1907 quando os primeiros moradores instalaram-se na Pedreira Prado Lopes, a primeira favela de Belo Horizonte, na região da Lagoinha.
As décadas de 30 a 50 foram marcadas por grandes intervenções urbanas objetivando o desenvolvimento econômico da região. Entre elas destacam-se a abertura da avenida Antônio Carlos, a avenida Pedro II, a avenida Teresa Cristina e o Conjunto Habitacional do IAPI (projetado por White Lírio Martins). Em 1958, foi inaugurada a Pontifícia Universidade Católica de Minas Gerais (PUC Minas), no Coração Eucarístico.
Na década de 70 foi construída a Via Expressa, via de trânsito rápido que interliga o município de Belo Horizonte à Cidade Industrial.

## Lista de bairros
Noroeste possui um total de 67 bairros:
- Alípio de Melo
- Alto Caiçaras
- Alto dos Pinheiros
- Álvaro Camargos
- Aparecida
- Aparecida, Sétima Seção
- Bom Jesus
- Bonfim
- Caiçara-Adelaide
- Caiçaras
- Califórnia
- Camargos
- Carlos Prates
- Conjunto Califórnia I
- Conjunto Califórnia II
- Conjunto Celso Machado
- Conjunto Jardim Filadélfia
- Coqueiros
- Coração Eucarístico
- Delta
- Dom Bosco
- Dom Cabral
- Ermelinda
- Glória
- Inconfidência
- Jardim Alvorada
- Jardim Incofidência
- Jardim Montanhês
- Jardim São José
- João Pinheiro
- Lagoinha
- Lorena
- Maravilha I
- Maravilha II
- Marmiteiros
- Minas Brasil
- Monsenhor Messias
- Nova Cachoeirinha
- Nova Esperança
- Novo Dom Bosco
- Novo Glória
- Oeste
- Padre Eustaquio
- Peru
- Pindorama
- Prado Lopes
- Santa Maria
- Santo André
- São Cristóvão
- São Salvador
- São Joaquim
- Senhor dos Passos
- Serrano
- Sumaré
- Vila Alvorada
- Vila Antena Montanhês
- Vila Califórnia
- Vila Coqueiral
- Vila das Oliveiras
- Vila Jardim Montanhês
- Vila Jardim São José
- Vila Maloca
- Vila Nova Cachoeirinha I
- Vila Nova Cachoeirinha II
- Vila Oeste
- Vila PUC
- Vila Santo Antônio Barroquinha
- Vila Sumaré
- Vila Trinta e Um de Março